# Paris-Nice 1956
Paris-Nice 1956 est la quatorzième édition de la course cycliste Paris-Nice. La course a lieu entre le 13 et le 17 mars 1956. La victoire revient au coureur belge Alfred De Bruyne, de l'équipe Mercier-BP, devant les Français de l'équipe Saint Raphael-Geminiani Pierre Barbotin et François Mahé.

## Participants
Dans cette édition de Paris-Nice, 87 coureurs participent divisés en 11 équipes : Mercier-BP, Nivea-Fuchs, Elve-Peugeot, Arbos-Bif-Clement, Faema-Van Hauwaert, Helyett-Felix Potin- ACBB, Rochet, Bertin, Saint Raphael-Geminiani, Follis et Alcyon.

## Étapes
| Étapes                | Date    | Villes étapes           | Km     | Vainqueur d’étape | Leader du classement général |
| --------------------- | ------- | ----------------------- | ------ | ----------------- | ---------------------------- |
| 1re étape             | 13 mars | Paris - Clamecy         | 195 km | Alfred De Bruyne  | Alfred De Bruyne             |
| 2e étape              | 14 mars | Clamecy - Saint-Étienne | 279 km | Germain Derijcke  | Germain Derijcke             |
| 3e étape              | 15 mars | Saint-Étienne - Vergèze | 250 km | Germain Derijcke  | Germain Derijcke             |
| 4e étape, 1er secteur | 16 mars | Nîmes - Apt             | 90 km  | Camille Huyghe    | Germain Derijcke             |
| 4e étape, 2e secteur  | 16 mars | Apt-Manosque (clm)      | 52 km  | Alfred De Bruyne  | Alfred De Bruyne             |
| 5e étape              | 17 mars | Manosque - Nice         | 238 km | Renato Ponzini    | Alfred De Bruyne             |

## Résultats des étapes

### 1reétape
13-03-1956. Paris - Clamecy, 195 km.
|   | Cycliste          | Équipe                  | Temps           |
| - | ----------------- | ----------------------- | --------------- |
| 1 | Alfred De Bruyne  | Mercier-BP              | 5 h 00 min 22 s |
| 2 | Eugenio Bertoglio | Arbos-Bif-Clement       | m.t.            |
| 3 | François Mahé     | Saint Raphael-Geminiani | m.t.            |

### 2eétape
14-03-1956. Nevers - Saint-Étienne, 279 km.
|   | Cycliste         | Équipe                              | Temps           |
| - | ---------------- | ----------------------------------- | --------------- |
| 1 | Germain Derijcke | Faema-Van Hauwaert                  | 7 h 54 min 13 s |
| 2 | Rik Van Looy     | Faema-Van Hauwaert                  | + 37 s          |
| 3 | Seamus Elliott   | Helyett-Hutchinson-Felix-Potin-ACBB | m.t.            |

### 3eétape
15-03-1956. Saint-Étienne - Vergèze, 250 km.
|   | Cycliste         | Équipe             | Temps           |
| - | ---------------- | ------------------ | --------------- |
| 1 | Germain Derijcke | Faema-Van Hauwaert | 6 h 31 min 32 s |
| 2 | Alfred De Bruyne | Mercier-BP         | m.t.            |
| 3 | Georges Gay      | Rochet             | m.t.            |

### 4eétape,1ersecteur
16-03-1956. Nîmes - Apt, 90 km.
|   | Cycliste       | Équipe                              | Temps           |
| - | -------------- | ----------------------------------- | --------------- |
| 1 | Camille Huyghe | Bertin                              | 2 h 17 min 55 s |
| 2 | Gilbert Desmet | Bertin                              | m.t.            |
| 3 | Seamus Elliott | Helyett-Hutchinson-Felix Potin-ACBB | m.t.            |

### 4eétape,2esecteur
16-03-1956. Apt - Manosque, 52 km. (clm)
|   | Cycliste         | Équipe                              | Temps           |
| - | ---------------- | ----------------------------------- | --------------- |
| 1 | Alfred De Bruyne | Mercier-BP                          | 1 h 27 min 18 s |
| 2 | Pierre Barbotin  | Saint Raphael-Geminiani             | + 2 min 28 s    |
| 3 | Seamus Elliott   | Helyett-Hutchinson-Felix Potin-ACBB | + 4 min 08 s    |

### 5eétape
17-03-1956. Manosque - Nice, 238 km.
|   | Cycliste        | Équipe             | Temps           |
| - | --------------- | ------------------ | --------------- |
| 1 | Renato Ponzini  | Arbos-Bif-Clement  | 7 h 08 min 18 s |
| 2 | René Privat     | Mercier-BP         | m.t.            |
| 3 | Désiré Keteleer | Faema-Van Hauwaert | m.t.            |

## Classements finals

### Classement général
|    | Cycliste         | Équipe                  | Temps            |
| -- | ---------------- | ----------------------- | ---------------- |
| 1  | Alfred De Bruyne | Mercier-BP              | 30 h 23 min 23 s |
| 2  | Pierre Barbotin  | Saint Raphael-Geminiani | + 3 min 58 s     |
| 3  | François Mahé    | Saint Raphael-Geminiani | + 4 min 36 s     |
| 4  | Georges Meunier  | Rochet                  | + 6 min 47 s     |
| 5  | Camille Huyghe   | Bertin                  | + 6 min 58 s     |
| 6  | Jozef Verhelst   | Faema-Van Hauwaert      | + 7 min 08 s     |
| 7  | Gianni Ferlenghi | Arbos-Bif-Clement       | + 7 min 52 s     |
| 8  | Jean Dotto       | Saint Raphael-Geminiani | + 7 min 55 s     |
| 9  | René Privat      | Mercier-BP              | + 8 min 24 s     |
| 10 | Jean Forestier   | Follis                  | + 8 min 30 s     |